# Lucie Décosse
Lucie Décosse (n. 6 august 1981, Chaumont, Champagne-Ardenne, Franța) este o sportivă ce a reprezentat Franța, medaliată olimpică. A participat la 3 ediții ale Jocurilor Olimpice (2004, 2008, 2012) în care a câștigat o medalie de aur și o medalie de argint.